# Бальшвиллер
Бальшви́ллер (фр. Balschwiller) — коммуна на северо-востоке Франции в регионе Гранд-Эст (бывший Эльзас — Шампань — Арденны — Лотарингия), департамент Верхний Рейн, округ Альткирш, кантон Мазво. До марта 2015 года коммуна административно входила в состав упразднённого кантона Данмари (округ Альткирш).
Площадь коммуны — 9,79 км², население — 816 человек (2006) с тенденцией к стабилизации: 808 человек (2012), плотность населения — 82,5 чел/км².

## Население
Численность населения коммуны в 2011 году составляла 816 человек, а в 2012 году — 808 человек.
| 1962 | 1968 | 1975 | 1982 | 1990 | 1999 | 2006 | 2008 | 2011 | 2012 |
| ---- | ---- | ---- | ---- | ---- | ---- | ---- | ---- | ---- | ---- |
| 359  | 402  | 542  | 600  | 669  | 762  | 816  | 831  | 816  | 808  |

Динамика населения:

## Экономика
В 2010 году из 552 человек трудоспособного возраста (от 15 до 64 лет) 413 были экономически активными, 139 — неактивными (показатель активности 74,8 %, в 1999 году — 71,6 %). Из 413 активных трудоспособных жителей работали 386 человек (210 мужчин и 176 женщин), 27 числились безработными (11 мужчин и 16 женщин). Среди 139 трудоспособных неактивных граждан 51 были учениками либо студентами, 49 — пенсионерами, а ещё 39 — были неактивны в силу других причин.
На протяжении 2011 года в коммуне числилось 308 облагаемых налогом домохозяйств, в которых проживало 825 человек. При этом медиана доходов составила 22641 евро на одного налогоплательщика.